# 吴曦 (足球运动员)
吴曦（1989年2月19日—），男，河北省石家庄人，中国职业足球运动员，曾入选中国国青、国奥和中国国家队，曾任中国国家队队长，司职中场、后卫，可胜任从前腰到右后卫多个位置，目前效力于上海申花。

## 早年经历
吴曦出生于河北石家庄市的一个教师家庭，他受到父亲喜爱足球和1990年世界杯的影响，决定成为专业足球运动员。吴曦小学时便进入石家庄市体育运动学校练习足球。初中毕业后，吴曦说服母亲，决定放弃升入普通高中，在石家庄体校进一步接受专业足球训练。

## 职业生涯

### 俱乐部

#### 河北天工
2008年，吴曦代表河北天工参加了中乙联赛。2009年河北队为了全运会比赛没有报名参加乙级联赛，他则代表河北队在第十一届全运会打入五球，是队内最佳射手。

#### 上海申花
凭借全运会的优秀表现，吴曦不仅入选中国国奥队，还引起了上海申花、陕西中新等中超中甲俱乐部的注意。2009年11月17日，上海申花宣布吴曦签约加盟，成为2010赛季第一位新援。2010赛季，吴曦在名帅布拉泽维奇麾下出任了前腰、后腰、边后卫、边前卫等多个位置，在中场和后防线上都有出色表现，并展现出较强的抗压能力，在2012赛季得到江苏舜天主教练德拉甘·奥库卡的青睐。

#### 江苏（江苏舜天、江苏苏宁）
2012年底，吴曦以近2000万元转会费与江苏舜天签约，创造队史中国球员转会费纪录，并成为球队的主力前腰，队长，帮助球队获得2013年超级杯冠军、2014年足协杯亚军，2020年中超联赛冠军等荣誉。
在加盟江苏舜天初期，由于球队主打快速通过中场，加上自身腰伤，位居中场的吴曦一度地位尴尬，常常客串后卫，直到2013赛季后半段才找回状态。在8月5日对上海申鑫的中超联赛，吴曦打入转会江苏后的联赛首球。2014年高洪波接任舜天主教练后，吴曦改打翼卫，后转为他擅长的中前卫。2014赛季后半段，吴曦很快找到位置，迎来爆发期，并重新入选国家队。10月21日和23日的足协杯半决赛两回合，吴曦两弑旧主，并在次回合造陶金红牌，带领江苏舜天击败上海申花挺进决赛，但自己因累计黄牌停赛，缺席决赛次回合。缺少吴曦的江苏舜天不敌山东鲁能泰山，获得亚军。
在2015年9月30日的足协杯半决赛上，吴曦完成了代表江苏舜天的第100场比赛，并收获一粒进球，助球队击败山东鲁能。2018赛季中超联赛第23轮江苏苏宁易购主场对广州恒大淘宝的比赛，是吴曦第200次代表江苏队出场，尽管吴曦送出一次助攻，但江苏最终遭逆转输球。
2019年，吴曦被球迷票选为中超最受欢迎本土球员。2020年，吴曦作为江苏队中场核心，率领江苏夺得中超联赛冠军。2021年1月18日，吴曦获得中国金球奖。

#### 重回上海申花
由于江苏队在2021年2月宣布解散，吴曦于2021年3月11日以自由球员身份回归上海申花，也是上海申花在2021年冬季转会窗最重要的引援。
2023年4月16日，吴曦在中超联赛首轮中打进一球，帮助申花击败山东泰山。5月3日，申花俱乐部宣布吴曦趾骨骨折，预计将缺席八周左右。
2025年7月7日，吴曦获评上海申花所有者上海久事集团的年度优秀员工。

### 国家队
2007年，吴曦入选U-19国家青年队。在亚洲青年足球锦标赛八强对阵乌兹别克斯坦队的比赛中吴曦在最后点球决胜罚失点球，中国国青队最终无缘四强。全运会结束后吴曦入选新组建的中国国奥队，并担任主力右后卫。
2011年，吴曦首次入选中国国家足球队。7月28日中国队与老挝的世预赛第二阶段比赛，吴曦首发出场并助攻队友邓卓翔，完成国家队首秀。2013年10月15日，中国队客场与印度尼西亚的亚洲杯预选赛中，吴曦帮助中国队首开纪录，打入国家队首球。
2015年1月，中国队在亚洲杯打进八强，吴曦与郑智搭档出任主力后腰。中国队小组赛首轮与沙特阿拉伯的比赛，吴曦在第82分钟前场突破创造任意球机会，助于海打入唯一进球，次轮与乌兹别克斯坦的比赛，吴曦在第55分钟打入逆转球，帮助中国队小组提前出线。吴曦也因此球进入该轮最佳阵容。凭借亚洲杯的表现，吴曦得到江苏省国信集团表彰，获集团颁发的国家队突出贡献奖。
里皮执教时期，吴曦是中国队的中场主力球员，主要出现在前腰位置。2019年阿联酋亚洲杯，吴曦入选国足大名单，跟随球队跻身8强。亚洲杯五场比赛，吴曦全部首发，两度拉伤。他全场飞奔的态度被球迷和新华社等中国媒体称赞为“拼命三郎”。2021年，吴曦入选卡塔尔世界杯预选赛亚洲区40强赛下半程比赛集训名单，并任队长。此后的12强赛，吴曦继续担任队长。
2024年8月，吴曦被媒体报道“因个人意愿”退出国家队。

## 荣誉
俱乐部
- 中国足球超级联赛（1）：2020
- 中国足协杯（2）：2015、2023
- 中国足协超级杯（3）：2013、2024、2025

个人
- 中国金球奖（1）：2020

## 个人生活
2014年，吴曦在为江苏舜天效力期间，与毕业于南京艺术学院的女友王堉菲确立恋情，并参与了女友的毕业典礼。2015年2月12日，吴曦通过新浪微博宣布求婚成功，并在3月14日领取结婚证。两人现育有一子一女。吴曦与江苏卫视主持人孟非关系较好，2016年1月15日，吴曦和王堉菲登上《非诚勿扰》节目。
2021年10月25日，吴曦和颜骏凌任第二届上海青少年足球俱乐部联赛形象大使。2023年9月28日，吴曦作为江苏茉莉足球俱乐部代表与镇江市宜城小学、宜城中学签署校园足球发展战略合作协议。